# Un bastimento carico di riso
Un bastimento carico di riso (2004) della scrittrice spagnola Alicia Giménez-Bartlett
è il sesto romanzo della serie dedicata all'ispettrice Petra Delicado ed al suo vice Fermín Garzón.
Nel 2005 la traduzione italiana del libro, di Maria Nicola,  ha vinto il Premio Procida-Isola di Arturo-Elsa Morante.

## Trama
Un barbone di cui non si conosce l'identità viene ucciso in un parco di Barcellona, le prime indagini fanno intuire che si tratti di un caso più grosso di quello che potrebbe sembrare. 
I veri colpevoli hanno architettato un depistaggio per incolpare dell'omicidio gli skinhead cittadini e Petra e Fermín brancolano nel buio.

## Edizioni in italiano
- Alicia Giménez-Bartlett, Un bastimento carico di riso, traduzione di Maria Nicola, Sellerio, Palermo 2004
- Alicia Gimenez Bartlett, Altri casi per Petra Delicado: Morti di carta; Serpenti nel Paradiso; Un bastimento carico di riso, Mondolibri, Milano 2011